# 153
153（百五十三、ひゃくごじゅうさん）は自然数、また整数において、152の次で154の前の数である。

## 性質
- 153は合成数であり、約数は 1, 3, 9, 17, 51, 153 である。
  - 約数の和は234。
  - 素数を除いて σ(n) − n が平方数になる18番目の数である。1つ前は147、次は176。ただしσは約数関数。(オンライン整数列大辞典の数列 A048699)
- 153 = 1 + 2 + 3 + 4 + 5 + 6 + 7 + 8 + 9 + 10 + … + 16 + 17
  - 17番目の三角数である。1つ前は136、次は171。
    - 三角数がハーシャッド数になる9番目の数である。1つ前は120、次は171。
    - 三角数が三角数になる約数の個数をもつ4番目の数である。1つ前は45、次は171。(オンライン整数列大辞典の数列 A116541)
    - 3つの正の数の立方数の和で表せる7番目の三角数である。1つ前は136、次は190。(オンライン整数列大辞典の数列 A119977)
    - 153 = 3 + 45 + 105
      - 3つの異なる三角数の和で表せる10番目の三角数である。1つ前は136、次は171。(オンライン整数列大辞典の数列 A112353)

    - 7番目の素数番目の三角数である。1つ前は91、次は190。(オンライン整数列大辞典の数列 A034953)

  - 9番目の六角数である。1つ前は120、次は190。
- 1/153 = 0.0065359477124183… (下線部は循環節で長さは16)
  - 逆数が循環小数になる数で循環節が16になる8番目の数である。1つ前は136、次は170。
- 153 = 1! + 2! + 3! + 4! + 5!
  - 連続階乗の和とみたとき1つ前は33、次は873。
  - 5連続階乗和とみたとき最小、ただし 0! = 1 を考えると最小は34、次は872。
- 153 = 13 + 53 + 33
  - 3で割りきれる任意の数について、

  1. 10進数で各位の数字に分割する
  2. それぞれの数を3乗して足し合わせる

という操作を繰り返すと、最終的に153になる。
  - 10番目のナルシシスト数である。1つ前は9、次は370。
  - 各桁の立方和が元の数になる2番目の数である。1つ前は1、次は370。(オンライン整数列大辞典の数列 A046197)
    - 各位の立方和の和を連続して求めると元の数になる3番目の数である。1つ前は136、次は244。(オンライン整数列大辞典の数列 A072884)

  - n = 3 のときの各桁の n 乗が元の数になる最小の数とみたとき1つ前の2乗はなし、次の4乗は1634。(オンライン整数列大辞典の数列 A003321)
  - 153 = 13 + 33 + 53
    - 3連続奇数の立方和で表せる数である。1つ前は27、ただし自然数の範囲では最小、次は495。
    - 自然数の奇数の立方和とみたとき1つ前は28、次は496。
    - n = 1 のときの n3 + (n + 2)3 + (n + 4)3 の値とみたとき1つ前は72、ただし自然数の範囲では最小、次は288。
    - n = 3 のときの 1n + 3n + 5n の値とみたとき1つ前は35、次は707。
    - 3つの正の数の立方数の和1通りで表せる22番目の数である。1つ前は141、次は155。(オンライン整数列大辞典の数列 A025395)
    - 異なる3つの正の数の立方数の和1通りで表せる6番目の数である。1つ前は134、次は160。(オンライン整数列大辞典の数列 A025399)
- 50番目のハーシャッド数である。1つ前は152、次は156。
  - 9を基とする16番目のハーシャッド数である。1つ前は144、次は162。
- 153 = 32 × 17
  - 2つの異なる素因数の積で p2 × q の形で表せる21番目の数である。1つ前は148、次は164。(オンライン整数列大辞典の数列 A054753)
  - n = 2 のときの 17 × 3n の値とみたとき1つ前は51、次は459。(オンライン整数列大辞典の数列 A258598)
  - 153 = 51 × 3
    - 7番目のフリードマン数である。1つ前は128、次は216。
- 153 = 32 + 122
  - 異なる2つの平方数の和で表せる46番目の数である。1つ前は149、次は157。(オンライン整数列大辞典の数列 A004431)
- 153 = 22 + 72 + 102 = 42 + 42 + 112 = 52 + 82 + 82 = 62 + 62 + 92
  - 3つの平方数の和4通りで表せる4番目の数である。1つ前は146、次は161。(オンライン整数列大辞典の数列 A025324)
  - 153 = 22 + 72 + 102
    - 異なる3つの平方数の和1通りで表せる48番目の数である。1つ前は152、次は157。(オンライン整数列大辞典の数列 A025339)
- 153 = 122 + (1 + 4 + 4)
  - n = 12 のときの n2 とその各位の和との和とみたとき1つ前は125、次は185。(オンライン整数列大辞典の数列 A171613)
- 153 = 132 − 16
  - n = 13 のときの n2 − 16 の値とみたとき1つ前は128、次は180。(オンライン整数列大辞典の数列 A028566)
  - 153 = 132 − (1 + 6 + 9)
    - n = 13 のときの n2 とその各位の和との差とみたとき1つ前は135、次は180。(オンライン整数列大辞典の数列 A224977)

## その他 153 に関すること
- 国鉄153系電車
- 6月2日 - 年始から数えて153日目に当てはまる。
- ヨハネによる福音書（21章11節）で語られるエピソードで、ティベリアス湖で漁をしていた弟子たちが復活したイエスの指示で投げた網によって捕れた魚の数が153匹である。

「シモン・ペトロが舟に乗り込んで網を陸に引き上げると、百五十三匹もの大きな魚でいっぱいであった。それほど多くとれたのに、網は破れていなかった。」
- ヨハン・ゼバスティアン・バッハの作曲した無伴奏ヴァイオリンのためのソナタとパルティータ第2番シャコンヌの冒頭の音数(17音)を等差数列とした場合の等差数列の総和。
- 第153代ローマ教皇はウィクトル2世（在位：1055年4月13日～1057年7月28日）である。
- 153 × 10−2 = 1.53 は {\displaystyle {\sqrt[{\varphi }]{2}}} の近似値である。(ただしφは黄金数)(オンライン整数列大辞典の数列 A185362)
- カレンダーにおいて2月を含まない5か月間は必ず大の月が3月、小の月が2月になり、その5か月間の日数は153日になる。